# Mythimna suffusa
Mythimna suffusa är en fjärilsart som beskrevs av Matsumura 1926. Mythimna suffusa ingår i släktet Mythimna och familjen nattflyn. Inga underarter finns listade i Catalogue of Life.